# Atlétika az 1936. évi nyári olimpiai játékokon
Az 1936. évi nyári olimpiai játékokon az atlétika műsorán huszonkilenc versenyszám szerepelt. Jesse Owens amerikai futó négy számban lett aranyérmes.

## Éremtáblázat

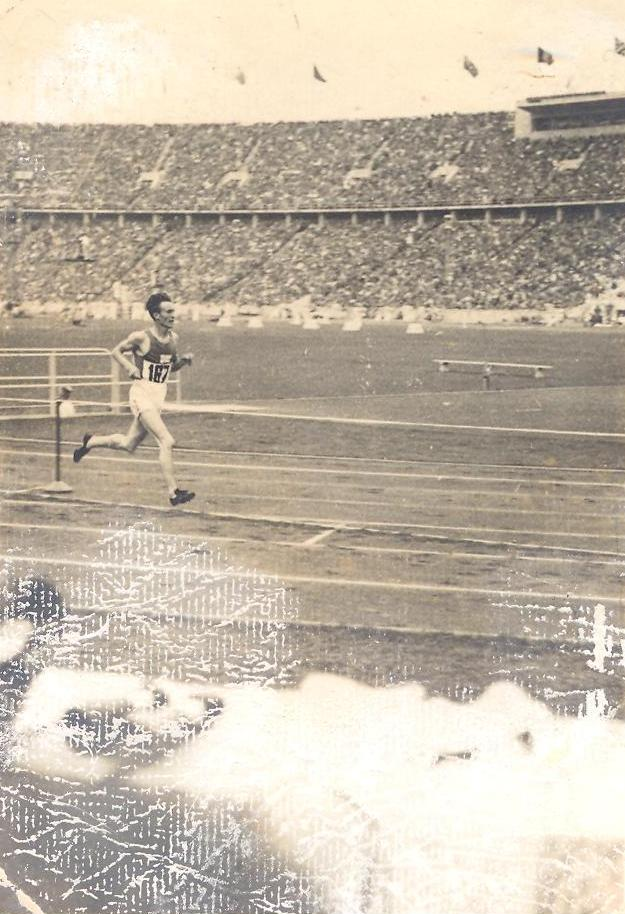
Volmari Iso-Hollo

A táblázatban a rendező ország csapata és a magyar csapat eltérő háttérszínnel, az egyes számoszlopok legmagasabb értéke, vagy értékei vastagítással kiemelve.
| Az 1936. évi nyári olimpiai játékok éremtáblázata atlétikában | Az 1936. évi nyári olimpiai játékok éremtáblázata atlétikában | Az 1936. évi nyári olimpiai játékok éremtáblázata atlétikában | Az 1936. évi nyári olimpiai játékok éremtáblázata atlétikában | Az 1936. évi nyári olimpiai játékok éremtáblázata atlétikában | Olimpia  |
| ------------------------------------------------------------- | ------------------------------------------------------------- | ------------------------------------------------------------- | ------------------------------------------------------------- | ------------------------------------------------------------- | -------- |
|                                                               | Ország                                                        | Arany                                                         | Ezüst                                                         | Bronz                                                         | Összesen |
| 1.                                                            | Egyesült Államok (USA)                                        | 14                                                            | 7                                                             | 4                                                             | 25       |
| 2.                                                            | Németország (GER)                                             | 5                                                             | 4                                                             | 7                                                             | 16       |
| 3.                                                            | Finnország (FIN)                                              | 3                                                             | 5                                                             | 2                                                             | 10       |
| 4.                                                            | Nagy-Britannia (GBR)                                          | 2                                                             | 5                                                             | 0                                                             | 7        |
| 5.                                                            | Japán (JPN)                                                   | 2                                                             | 2                                                             | 3                                                             | 7        |
| 6.                                                            | Olaszország (ITA)                                             | 1                                                             | 2                                                             | 2                                                             | 5        |
| 7.                                                            | Magyarország (HUN)                                            | 1                                                             | 0                                                             | 0                                                             | 1        |
| 7.                                                            | Új-Zéland (NZL)                                               | 1                                                             | 0                                                             | 0                                                             | 1        |
|                                                               |                                                               |                                                               |                                                               |                                                               |          |
| 9.                                                            | Lengyelország (POL)                                           | 0                                                             | 2                                                             | 1                                                             | 3        |
| 10.                                                           | Kanada (CAN)                                                  | 0                                                             | 1                                                             | 3                                                             | 4        |
| 11.                                                           | Svájc (SUI)                                                   | 0                                                             | 1                                                             | 0                                                             | 1        |
|                                                               |                                                               |                                                               |                                                               |                                                               |          |
| 12.                                                           | Hollandia (NED)                                               | 0                                                             | 0                                                             | 2                                                             | 2        |
| 12.                                                           | Svédország (SWE)                                              | 0                                                             | 0                                                             | 2                                                             | 2        |
| 14.                                                           | Ausztrália (AUS)                                              | 0                                                             | 0                                                             | 1                                                             | 1        |
| 14.                                                           | Lettország (LAT)                                              | 0                                                             | 0                                                             | 1                                                             | 1        |
| 14.                                                           | Fülöp-szigetek (PHI)                                          | 0                                                             | 0                                                             | 1                                                             | 1        |
|                                                               |                                                               |                                                               |                                                               |                                                               |          |
| Összesen                                                      | Összesen                                                      | 29                                                            | 29                                                            | 29                                                            | 87       |

## Érmesek

### Férfi számok
| Az 1936. évi nyári olimpiai játékok érmesei férfi atlétikában |                                                                                           |             |                                                                                      |           |                                                                                              |           |
| Versenyszám                                                   | Arany                                                                                     | Arany       | Ezüst                                                                                | Ezüst     | Bronz                                                                                        | Bronz     |
| 100 m                                                         | Jesse Owens · Egyesült Államok (USA)                                                      | 10,3        | Ralph Metcalfe · Egyesült Államok (USA)                                              | 10,4      | Tinus Osendarp · Hollandia (NED)                                                             | 10,5      |
| 200 m                                                         | Jesse Owens · Egyesült Államok (USA)                                                      | 20,7        | Mack Robinson · Egyesült Államok (USA)                                               | 21,1      | Tinus Osendarp · Hollandia (NED)                                                             | 21,3      |
| 400 m                                                         | Archie Williams · Egyesült Államok (USA)                                                  | 46,5        | Godfrey Brown · Nagy-Britannia (GBR)                                                 | 46,7      | James LuValle · Egyesült Államok (USA)                                                       | 46,8      |
| 800 m                                                         | John Woodruff · Egyesült Államok (USA)                                                    | 1:52,9      | Mario Lanzi · Olaszország (ITA)                                                      | 1:53,3    | Phil Edwards · Kanada (CAN)                                                                  | 1:53,6    |
| 1500 m síkfutás                                               | Jack Lovelock · Új-Zéland (NZL)                                                           | 3:47,8 WR   | Glenn Cunningham · Egyesült Államok (USA)                                            | 3:48,4    | Luigi Beccali · Olaszország (ITA)                                                            | 3:49,2    |
| 4 × 100 m                                                     | Egyesült Államok (USA) · Jesse Owens · Ralph Metcalfe · Foy Draper · Frank Wykoff         | 39,8 VCS    | Olaszország (ITA) · Orazio Mariani · Gianni Caldana · Elio Ragni · Tullio Gonnelli   | 41,1      | Németország (GER) · Wilhelm Leichum · Erich Borchmeyer · Erwin Gillmeister · Gerd Hornberger | 41,2      |
| 4 × 400 m                                                     | Nagy-Britannia (GBR) · Freddie Wolff · Godfrey Rampling · William Roberts · Godfrey Brown | 3:09,0      | Egyesült Államok (USA) · Harold Cagle · Robert Young · Edward O’Brien · Alfred Fitch | 3:11,0    | Németország (GER) · Helmut Hamann · Friedrich Von Stülpnagel · Harry Voigt · Rudolf Harbig   | 3:11,8    |
| 5000 m síkfutás                                               | Gunnar Höckert · Finnország (FIN)                                                         | 14:22,2 OR  | Lauri Lehtinen · Finnország (FIN)                                                    | 14:25,8   | Henry Jonsson · Svédország (SWE)                                                             | 14:29,0   |
| 10 000 m síkfutás                                             | Ilmari Salminen · Finnország (FIN)                                                        | 30:15,4     | Arvo Askola · Finnország (FIN)                                                       | 30:15,6   | Volmari Iso-Hollo · Finnország (FIN)                                                         | 30:20,2   |
| 110 m gát                                                     | Forrest Towns · Egyesült Államok (USA)                                                    | 14,2        | Donald Finlay · Nagy-Britannia (GBR)                                                 | 14,4      | Frederic Pollard Jr. · Egyesült Államok (USA)                                                | 14,4      |
| 400 m gát                                                     | Glenn Hardin · Egyesült Államok (USA)                                                     | 52,4        | John Loaring · Kanada (CAN)                                                          | 52,7      | Miguel White · Fülöp-szigetek (PHI)                                                          | 52,8      |
| 3000 m akadály                                                | Volmari Iso-Hollo · Finnország (FIN)                                                      | 9:03,8 VCS  | Kaarlo Tuominen · Finnország (FIN)                                                   | 9:06,8    | Alfred Dompert · Németország (GER)                                                           | 9:07,2    |
| 50 kilométeres gyaloglás                                      | Harold Whitlock · Nagy-Britannia (GBR)                                                    | 4:30:41,1   | Arthur Schwab · Svájc (SUI)                                                          | 4:32:09,2 | Alberts Bubenko · Lettország (LAT)                                                           | 4:32:42,2 |
| Maraton                                                       | Szon Gidzsong (Son Gijeong) · Japán (JPN)                                                 | 2:29:19,2   | Ernest Harper · Nagy-Britannia (GBR)                                                 | 2:31:23,2 | Nam Szungnjong (Nam Seung-nyong) · Japán (JPN)                                               | 2:31:42,0 |
| Magasugrás                                                    | Cornelius Johnson · Egyesült Államok (USA)                                                | 2,03 m      | David Albritton · Egyesült Államok (USA)                                             | 2,00 m    | Delos Thurber · Egyesült Államok (USA)                                                       | 2,00 m    |
| Rúdugrás                                                      | Earl Meadows · Egyesült Államok (USA)                                                     | 4,35 m      | Nisida Súhei · Japán (JPN)                                                           | 4,25 m    | Óe Szueo · Japán (JPN)                                                                       | 4,25 m    |
| Távolugrás                                                    | Jesse Owens · Egyesült Államok (USA)                                                      | 8,06 m      | Luz Long · Németország (GER)                                                         | 7,87 m    | Naoto Tadzsima · Japán (JPN)                                                                 | 7,74 m    |
| Hármasugrás                                                   | Tadzsima Naoto · Japán (JPN)                                                              | 16,00 m VCS | Harada Maszao · Japán (JPN)                                                          | 15,66 m   | Jack Metcalfe · Ausztrália (AUS)                                                             | 15,50 m   |
| Súlylökés                                                     | Hans Woelke · Németország (GER)                                                           | 16,20 m     | Sulo Bärlund · Finnország (FIN)                                                      | 16,12 m   | Gerhard Stöck · Németország (GER)                                                            | 15,66 m   |
| Diszkoszvetés                                                 | Kenneth Carpenter · Egyesült Államok (USA)                                                | 50,48 m     | Gordon Dunn · Egyesült Államok (USA)                                                 | 49,36 m   | Giorgio Oberweger · Olaszország (ITA)                                                        | 49,23 m   |
| Kalapácsvetés                                                 | Karl Hein · Németország (GER)                                                             | 56,49 m     | Erwin Blask · Németország (GER)                                                      | 55,04 m   | Fred Warngård · Svédország (SWE)                                                             | 54,83 m   |
| Gerelyhajítás                                                 | Gerhard Stöck · Németország (GER)                                                         | 71,84 m     | Yrjö Nikkanen · Finnország (FIN)                                                     | 70,77 m   | Kalervo Toivonen · Finnország (FIN)                                                          | 70,72 m   |
| Tízpróba                                                      | Glenn Morris · Egyesült Államok (USA)                                                     | 7900 VCS    | Robert Clark · Egyesült Államok (USA)                                                | 7601      | Jack Parker · Egyesült Államok (USA)                                                         | 7275      |

### Női számok
| Az 1936. évi nyári olimpiai játékok érmesei női atlétikában |                                                                                           |            |                                                                                     |         |                                                                                    |         |
| Versenyszám                                                 | Arany                                                                                     | Arany      | Ezüst                                                                               | Ezüst   | Bronz                                                                              | Bronz   |
| 100 m                                                       | Helen Stephens · Egyesült Államok (USA)                                                   | 11,5       | Stanislawa Walesiewicz · Lengyelország (POL)                                        | 11,7    | Käthe Krauss · Németország (GER)                                                   | 11,9    |
| 4×100 m                                                     | Egyesült Államok (USA) · Harriet Bland · Annette Rogers · Betty Robinson · Helen Stephens | 46,9       | Nagy-Britannia (GBR) · Eileen Hiscock · Violet Olney · Audrey Brown · Barbara Burke | 47,6    | Kanada (CAN) · Dorothy Brookshaw · Mildred Dolson · Hilda Cameron · Aileen Meagher | 47,8    |
| 80 m gátfutás                                               | Trebisonda Valla · Olaszország (ITA)                                                      | 11,7       | Anni Steuer · Németország (GER)                                                     | 11,7    | Elizabeth Taylor · Kanada (CAN)                                                    | 11,7    |
| Magasugrás                                                  | Csák Ibolya · Magyarország (HUN)                                                          | 1,60 m     | Dorothy Odam-Tyler · Nagy-Britannia (GBR)                                           | 1,60 m  | Elfriede Kaun · Németország (GER)                                                  | 1,60 m  |
| Diszkoszvetés                                               | Gisela Mauermayer · Németország (GER)                                                     | 47,63 m OR | Jadwiga Wajsowna · Lengyelország (POL)                                              | 46,22 m | Paula Mollenhauer · Németország (GER)                                              | 39,80 m |
| Gerelyhajítás                                               | Tilly Fleischer · Németország (GER)                                                       | 45,18 m    | Luise Krüger · Németország (GER)                                                    | 43,29 m | Maria Kwasniewska · Lengyelország (POL)                                            | 41,80 m |